# Heliconius magnificus
Heliconius magnificus är en fjärilsart som beskrevs av Riffarth 1900. Heliconius magnificus ingår i släktet Heliconius och familjen praktfjärilar. Inga underarter finns listade i Catalogue of Life.